# Buried Fire
Buried Fire, letteralmente "Fuoco Sepolto", è il primo romanzo dell'autore britannico Jonathan Stroud, scrittore della celebre tetralogia di Bartimeus. Il romanzo è stato pubblicato la prima volta da The Bodley Head in Gran Bretagna, in lingua inglese, nel 1999;  inizialmente doveva essere il primo di una serie chiamata "Cronache del 
fuoco" (in inglese Fire Chronicles), successivamente sospese. 
È un fantasy mitologico, il cui titolo iniziale avrebbe dovuto essere The Four Gifts, I Quattro Doni.
È stato pubblicato anche in USA da Hyperion/Miramax.
336 pagine, codice ISBN 0-7868-5194-5